# アラン・アーキン
アラン・アーキン（Alan Arkin, 1934年3月26日 - 2023年6月29日）は、アメリカ合衆国ニューヨーク市出身の男優。本名はアラン・ウルフ・アーキン。2人の息子、アダム・アーキンとマシュー・アーキンも俳優である。
エージェントはエンデヴァー・タレント・エージェンシー。

## 経歴
学生時代、フォークグループの「ザ・タリアーズ」を結成しボーカルとギターを担当。その後、1958年から1968年までフォークグループ「ベイビー・シッターズ」にも加わってミュージシャンとして活躍していた。だが、幼い頃は俳優を志したといわれ、大学卒業後もベニントン大学で演劇を勉強していたという。
1960年代に入り、セントルイスをはじめとする地方規模の舞台を数多く踏んだ後、オフ・ブロードウェイからブロードウェイに進出。トニー賞など多くの賞を受賞する。1966年、『アメリカ上陸作戦』で映画デビュー。そしていきなりアカデミー賞主演男優賞にノミネート、ゴールデングローブ賞受賞という栄冠を得て、一気にハリウッドにおいての成功者となる。1967年にはオードリー・ヘプバーン主演の『暗くなるまで待って』に出演する。1968年の『愛すれど心さびしく』で再びアカデミー賞主演男優賞にノミネートされた。
1970年代は監督にも進出する一方、『キャッチ22』などのコミカルな作品においての演技、テレビドラマでは『サイマス・キュデルカの亡命』などのシリアスな演技と幅広く活躍。ピーター・フォークとも『あきれたあきれた大作戦』と『ビッグ・トラブル』の2作品で息のあった共演を披露した。
近年では、作品を引き締める重要な役回りで登場することが多く、2006年度には『リトル・ミス・サンシャイン』で第79回アカデミー賞助演男優賞と英国アカデミー賞 助演男優賞を受賞した。また、2012年度には『アルゴ』で再びアカデミー助演男優賞にノミネートされた。
俳優、ミュージシャン、ギタリストの顔のほか、子供向けの童話作家としての顔も持っている。
2023年6月29日、カリフォルニア州の自宅で死去。89歳没。

## 出演作品

### 映画
| 年   | 日本語題 原題                                                            | 役名                                   | 備考 |
| ---- | ------------------------------------------------------------------------ | -------------------------------------- | --- |
| 1966 | アメリカ上陸作戦 The Russians Are Coming, The Russians Are Coming        | ラザノフ                               | ゴールデングローブ賞 主演男優賞 (ミュージカル・コメディ部門) 受賞 アカデミー主演男優賞 ノミネート                                     |
| 1967 | 暗くなるまで待って Wait Until Dalk                                       | ハリー・ロート                         | |
| 1968 | 愛すれど心さびしく The Heart Is a Lonely Hunter                          | ジョン・シンガー                       | ニューヨーク映画批評家協会賞 主演男優賞 受賞 アカデミー主演男優賞 ノミネート                                                          |
| 1968 | クルゾー警部 Inspector Clouseau                                          | クルーゾー警部                         | |
| 1968 | ふたりの天使 Popi                                                        | アブラハム・ロドリゲス                 | |
| 1970 | キャッチ=22 Catch-22                                                     | ヨッサリアン                           | |
| 1970 | 殺人狂騒曲 Little Murders                                                | プラクティス                           | 兼監督 日本劇場未公開 |
| 1974 | ブルージーンズ・ジャーニー Rafferty and the Gold Dust Twins              | ラファティ                             | |
| 1974 | フリービーとビーン/大乱戦 Freebie and the Bean                           | ビーン                                 | |
| 1976 | シャーロック・ホームズの素敵な挑戦 The Seven-Per-Cent Solution           | ジークムント・フロイト                 | |
| 1978 | サイマス・キュデルカの亡命 The Defection of Simas Kudirka                | Simas Kudirka                          | テレビ映画 |
| 1979 | ルブリンの魔術師 Magician of Lublin                                      | Yasha Mazur                            | 日本劇場未公開 |
| 1979 | あきれたあきれた大作戦 The In-Laws                                       | シェルドン・コーンペット               | 兼製作総指揮 |
| 1981 | ハイスクール・ウルフ Full Moon High                                      | ブランド博士                           | 日本劇場未公開 |
| 1983 | キャプテン・ザ・ヒーロー/悪人は許さない The Return of Captain Invincible | キャプテン・インビンシブル             | |
| 1985 | ドクターストップ/全員感染 Bad Medicine                                   | ラモン・マデラ                         | 日本劇場未公開 |
| 1985 | Joshua Then and Now                                                      | ルーベン・シャピロ                     | ジニー賞助演男優賞 受賞 |
| 1986 | ピーター・フォークのビッグ・トラブル Big Trouble                         | レオナルド・ホフマン                   | 日本劇場未公開 |
| 1986 | 脱走戦線 Escape from Sobibor                                             | Leon Feldhendler                       | テレビ映画 |
| 1990 | ハバナ Havana                                                            | ジョー・ヴォルピ                       | |
| 1990 | シザーハンズ Edward Scissorhands                                         | ビル                                   | |
| 1990 | キャデラック 俺たちの1,000マイル Coupe de Ville                          | フレッド                               | 日本劇場未公開 |
| 1991 | ロケッティア The Rocketeer                                               | ピーヴィー                             | |
| 1992 | ウイニング・ボール Coopertown                                            | ハリー                                 | テレビ映画 |
| 1992 | 摩天楼を夢みて Glengarry Glen Ross                                       | ジョージ・アーロナウ                   | |
| 1993 | インディアン・サマー/タマワクの英雄たち Indian Summer                    | Unca Lou Handler                       | 別題『インディアン・サマー/再会の季節』 日本劇場未公開                                                                                |
| 1993 | 目撃証人 Taking the Heat                                                 | トミー                                 | |
| 1993 | ハネムーンは命がけ So I Married an Axe Murderer                          | トニーの上司                           | |
| 1994 | ブラック・プロジェクト/アメリカを震撼させた男 Doomsday Gun               | Col. Yossi                             | テレビ映画 |
| 1994 | ノース 小さな旅人 North                                                  | バックル判事                           | |
| 1995 | ザ・ジャーキー・ボーイズ/いたずら電話大作戦 The Jerky Boys: The Movie    | Ernie Lazarro                          | 日本劇場未公開 |
| 1995 | 悪魔たち、天使たち Steal Big,Steal Little                                | ルー・ペリッリ                         | |
| 1996 | マザー・ナイト Mother Night                                              | ジョージ                               | 日本劇場未公開 |
| 1997 | ガタカ Gattaca                                                           | ヒューゴ捜査官                         | |
| 1997 | ポイント・ブランク Grosse Pointe Blank                                   | オートマン                             | 日本劇場未公開 |
| 1997 | Four Days in September                                                   | チャールズ・バーク・エルブリック       | |
| 1998 | Fカップの憂うつ Slums of Beverly Hills                                   | マーレイ・サミュエル・アブロモヴィッツ | 日本劇場未公開 |
| 1998 | 聖なる嘘つき/その名はジェイコブ Jakob the Liar                           | マックス・フランクフルター             | |
| 1999 | 殺人報酬 Blood Money                                                     | Willy "The Hammer" Canzaro             | テレビ映画 |
| 2001 | Thirteen Conversations About One Thing                                   | ジーン                                 | ボストン映画批評家協会賞助演男優賞 受賞 フロリダ映画批評家協会賞キャスト賞 受賞 インディペンデント・スピリット賞助演男優賞 ノミネート |
| 2001 | アメリカン・スウィートハート America's Sweethearts                       | ウェルネス・ガイド                     | |
| 2003 | ペンタゴン文書/合衆国の陰謀 The Pentagon Papers                          | Harry Rowen                            | テレビ映画 |
| 2003 | バンデラスの英雄パンチョ・ヴィラ And Starring Pancho Villa as Himself    | Sam Drebben                            | テレビ映画 |
| 2004 | NOEL ノエル Noel                                                         | アーティ                               | |
| 2004 | 愛の神、エロス Eros                                                      | パール医師                             | |
| 2006 | ファイヤーウォール Firewall                                              | アーリン・フォレスター                 | |
| 2006 | リトル・ミス・サンシャイン Little Miss Sunshine                          | エドウィン（祖父）                     | アカデミー助演男優賞 受賞 英国アカデミー賞 助演男優賞 受賞                                                                            |
| 2006 | サンタクローズ3/クリスマス大決戦! The Santa Clause 3: The Escape Clause  | バド・ニューマン                       | |
| 2007 | 国家誘拐 Rendition                                                       | ホーキンス上院議員                     | 日本劇場未公開 |
| 2008 | ゲット スマート Get Smart                                                | チーフ                                 | |
| 2008 | マーリー 世界一おバカな犬が教えてくれたこと Marley & Me                  | アーニー・クライン                     | |
| 2009 | サンシャイン・クリーニング Sunshine Cleaning                             | ジョー・ローコウスキ                   | |
| 2009 | 50歳の恋愛白書 The Private Lives of Pippa Lee                            | ハーブ・リー                           | |
| 2009 | ファミリーズ・シークレット 秘密を抱えた家族 City Island                  | マイケル                               | 日本劇場未公開 |
| 2010 | デュー・デート 〜出産まであと5日!史上最悪のアメリカ横断〜 Due Date       |                                        | |
| 2011 | パーフェクト・プラン 完全なる犯罪計画 Thin Ice (The Convincer)           | ゴルヴィー・ハウアー                   | 兼製作総指揮 |
| 2011 | チェンジ・アップ/オレはどっちで、アイツもどっち!? The Change-Up          | ミッチ・プランコ Sr.                   | 日本劇場未公開 |
| 2011 | ザ・マペッツ The Muppets                                                 | ツアーガイド                           | カメオ出演 |
| 2012 | ミッドナイト・ガイズ Stand Up Guys                                       | リチャード・ハーシュ                   | |
| 2012 | アルゴ Argo                                                              | レスター・シーゲル                     | アカデミー助演男優賞 ノミネート |
| 2013 | リベンジ・マッチ Grudge Match                                            | ライトニング                           | |
| 2013 | 俺たちスーパーマジシャン The Incredible Burt Wonderstone                 | ランス・ホロウェイ                     | 日本劇場未公開 |
| 2014 | ミリオンダラー・アーム Million Dollar Arm                                | レイ・ポイトヴィント                   | |
| 2015 | クーパー家の晩餐会 Love the Coopers                                      | バッキー                               | |
| 2017 | ジーサンズ はじめての強盗 Going in Style                                 | アルバート                             | |
| 2019 | ダンボ Dumbo                                                             | J・グリフィン・レミントン              | |
| 2020 | スペンサー・コンフィデンシャル Spenser Confidential                      | ヘンリー                               | Netflixオリジナル映画 |
| 2022 | ミニオンズ フィーバー Minions: The Rise of Gru                           | ワイルドナックルズ                     | 声の出演 遺作 |
| TBA  | The Smack                                                                |                                        | ポストプロダクション |

### テレビシリーズ
| 年        | 日本語題 原題                                  | 役名                     | 備考                                                 |
| --------- | ---------------------------------------------- | ------------------------ | ---------------------------------------------------- |
| 1985      | フェアリーテール・シアター Faerie Tale Theatre | ボー                     | 第4シーズン第6話「裸の王様」                         |
| 1997      | シカゴホープ Chicago Hope                      | Zoltan Karpathein        | 第3シーズン第19話「The Son Also Rises」              |
| 2005      | ふたりは友達? ウィル&グレイス Will & Grace     | Marty Adler              | 第7シーズン第21話「It's a Dad, Dad, Dad, Dad World」 |
| 2015-2016 | ボージャック・ホースマン BoJack Horseman       | J・D・サリンジャー       | 計4話声の出演                                        |
| 2018-2019 | コミンスキー・メソッド The Kominsky Method     | ノーマン・ニューランダー | 計16話出演                                           |

## 参照
1. ↑  “Alan Arkin Biography”.   Hollywood.com. 2013年1月3日時点のオリジナルよりアーカイブ。2007年4月9日閲覧。
2. ↑  “アラン・アーキンさん死去 米アカデミー賞俳優”. 産経新聞. (2023年7月1日) 2023年7月1日閲覧。